# Bonsignori (Familie)

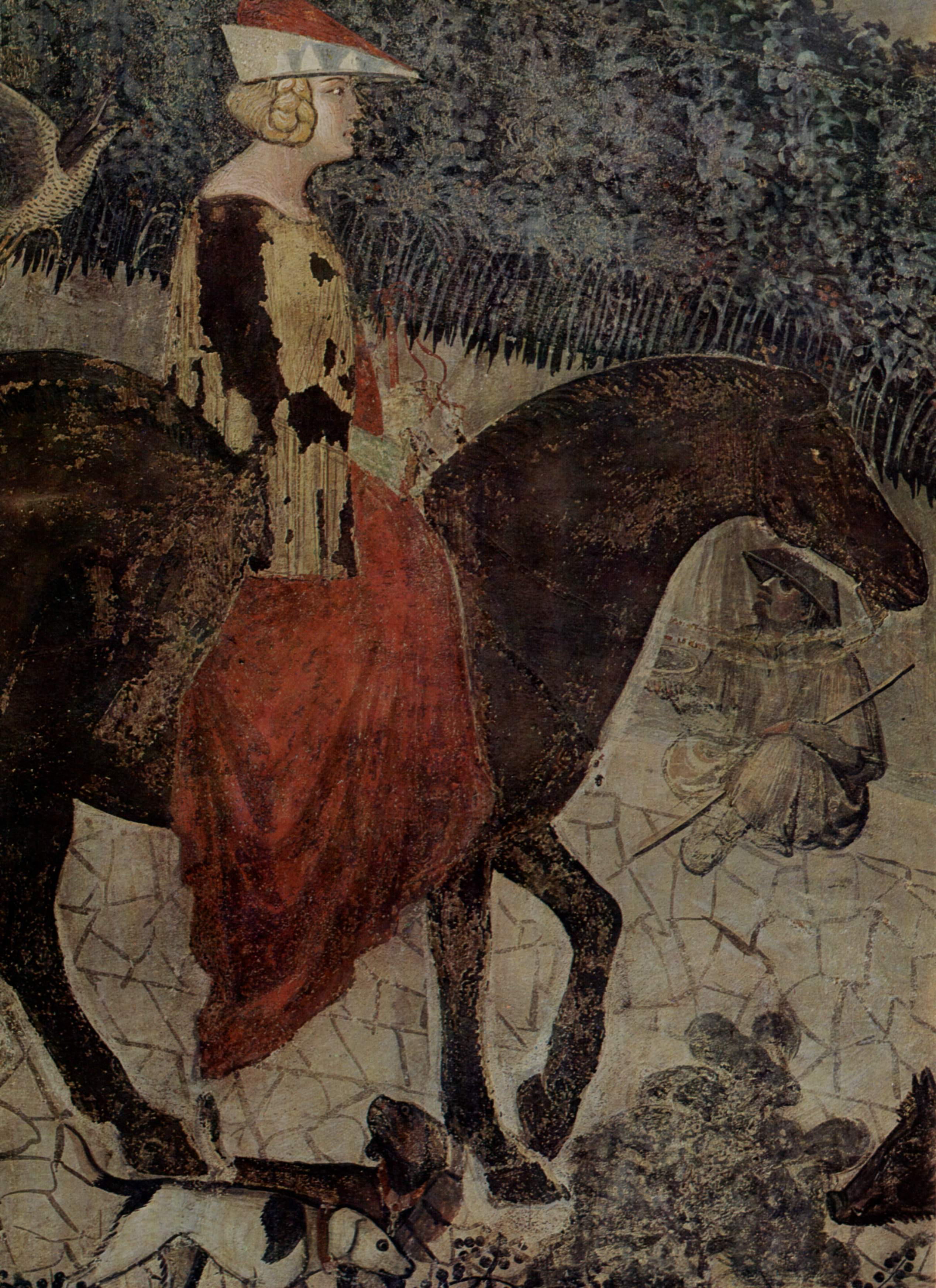
Orlando Bonsignori, Gründer der Gran Tavola, von A. Lorenzetti

Die Bonsignori, auch Buonsignori oder Bonsignore, waren eine adlige Bankiersfamilie in Siena (Toskana), die dort im 13. Jahrhundert eine führende Stellung einnahm.
Die Familie stammte aus Sienas älterem Adel und konkurrierte mit den Tolomei, Salimbeni und Piccolomini. Sie hatte dort und im Umland (contado) umfangreichen Grundbesitz, so die Castelli und Güter von Montegiovi, Monte Antico, Monteverdi, Montenero d’Orcia, Bagno Vignoni, dazu etliche Häuser, Mühlen und Lagerhäuser.

## Große Tafel in Siena
Bernardo Bonsignori gilt als erster großer Geschäftsmann, der um 1200 den Salzzoll zwischen Grosseto und Siena in seine Hand bekam. Sein Sohn Orlando Bonsignori († 1273) gründete mit seinem Bruder Bonifacio um 1240 ein Bankgeschäft und nach dessen Tod um 1255 die Große Tafel (Gran Tavola) als erstes europaweit tätiges Bankhaus. Er eröffnete Filialen in Genua, Paris, London, Bologna und Pisa, vor allem aber monopolisierte er das Wechselgeschäft mit den Champagnemessen, die viermal jährlich stattfanden. Die Geschäftskontakte mit dem Papst garantierten, nicht als Wucherer belangt zu werden, da noch das kirchenrechtliche Zinsverbot galt. Er verwaltete die päpstlichen Einnahmen, die er auch aus ganz Westeuropa transferierte, und half bei Bedarf mit Zwischenkrediten.
Mit den anderen Familien in Siena wurden Verbindungen geknüpft. Ciampolo Bonsignori heiratete um 1250 Mita Tolomei. Ihr Sohn Guglielmo heiratete Vanna Salimbeni am Ende des Jahrhunderts.
Einige Mitglieder waren in die Kämpfe zwischen Guelfen und Ghibellinen verwickelt. Als 1271 die Guelfen in Siena die Macht übernahmen, wurde der Ghibelline Niccolò Bonsignori ins Exil gesandt.
Nach Orlando übernahm Fazio die Bank, doch mit weniger Erfolg, vor allem wegen der gewachsenen Konkurrenz aus Florenz. Nach dem Niedergang der Gran Tavola 1289 wurde eine neue Società dei figli di Bonsignore gegründet, die 1298 bankrottging und für Siena das Ende der Bankenblüte bedeutete. Dabei spielten auch die Enteignungen italienischer Kaufleute durch den geldbedürftigen französischen König Philipp IV. eine Rolle.
Andere Firmen der Familie waren in Siena bis ins 16. Jahrhundert aktiv. Weitere Mitglieder der Familie fanden in Sizilien neue Besitzungen und Aufgaben.

## Sizilien und Neapel
Wegen der veränderten politischen Verhältnisse in Siena verlagerten die Bonsignori ihre Aktivitäten in den Süden, vor allem nach Sizilien. Dort hatten sie bereits seit dem Ende des 14. Jahrhunderts Besitzungen wie andere Handelsfamilien auch. Gleichzeitig zog Giacomo Bonsignore aus Siena nach Neapel. In den Gebieten mit dem größten Handel wurden sie aktiv und übernahmen den Zoll in Messina, Agrigent und Trapani. Der Trapani-Zweig bekleidete zwischen 1500 und 1600 hohe Ämter, darunter Senator Raffaele Bonsignore 1580/81.
Der Messina-Zweig wurde mit Pietro autonom, der am 27. Mai 1363 zum Richter auf Lebenszeit ernannt wurde und dem König Friedrich III. von Sizilien am 2. November 1373 das Erheben von 24 Unzen mit der Warensteuer in Agrigent anvertraute. Später vermittelte er zwischen den Vikaren der Insel und dem König Martin I. von Sizilien. 1393 erhielt er von diesem kurzzeitig das Lehen Nissurien.
In Castelvetrano begann eine Familie ab dem 18. Jahrhundert mit dem Anbau von Olivenbäumen im Belice-Tal. 1791 ließ Don Giovan Battista Bonsignore, ein Großgrundbesitzer, etwa 1052 Olivenbäume auf seinem Grund im Lehen von Seggio pflanzen. Im 19. Jahrhundert gehörten die Bonsignori zum gehobenen Bürgertum auf Sizilien.

## Einzelbelege
1. ↑  Quando i banchieri a Siena erano i più bravi al mondo. In: Linkiesta.it. 30. Januar 2013, archiviert vom Original (nicht mehr online verfügbar) am 30. Januar 2013; abgerufen am 19. Dezember 2022 (italienisch).  Info: Der Archivlink wurde automatisch eingesetzt und noch nicht geprüft. Bitte prüfe Original- und Archivlink gemäß Anleitung und entferne dann diesen Hinweis.
2. ↑  BONSIGNORI in "Dizionario Biografico". Abgerufen am 19. Dezember 2022 (italienisch).
3. ↑  Alessandra: La Tavola dei Bonsignori e il suo fallimento nella Siena trecentesca. In: Cronache dal Medioevo. 19. April 2016, abgerufen am 19. Dezember 2022 (italienisch).
4. ↑  Le Famiglie Feudali. (PDF) In: Repertorio della feudalità siciliana (1282-1390). storiamediterranea.it, S. 88, abgerufen am 21. Dezember 2022 (italienisch).
5. ↑  Nicola Rizzuti: Oliva Nocellara del Belice D.O.P. - Firriando. Abgerufen am 21. Dezember 2022 (italienisch).